# スターウォーズ コレクションカードゲーム
スターウォーズ：コレクションカードゲームとは、 米国デサイファ社が開発・販売をしていた映画『スター・ウォーズ』を題材にしたトレーディングカードゲーム。米国では「カスタマイザブルカードゲーム」という名称であるが、日本語版では「コレクションカードゲーム」という名称でタカラから発売された。

## エクスパンション一覧
- 基本
- 入門用2プレイヤーセット
- 新たなる希望
- 帝国の逆襲2プレイヤーセット
- Jedi Packs and　Rebel Leader Packs
- 氷の惑星 ホス
- Dagobah
- First Anthology
- Cloud City
- Jabba's Palace
- Official Tournament Sealed Deck
- Second Anthology
- Special Edition
- Enhanced Premiere
- Endor
- Enhanced Cloud City
- Enhanced Jabba's Palace
- Reflections
- Third Anthology
- Death Star II
- Jabba's Palace Sealed Deck
- Reflections II:Expanding the Galaxy
- Tatooine
- Coruscant
- Reflections III
- Theed Palace